# Lyginia
Lyginia es un género con una tres especies de plantas fanerógamas de la familia Anarthriaceae. Es originaria del sudoeste de Australia.

## Taxonomía
El género fue descrito por Robert Brown y publicado en Prodromus Florae Novae Hollandiae 248. 1810.  La especie tipo es: Lyginia barbata

## Especies
- Lyginia barbata
- Lyginia excelsa
- Lyginia imberbis